# Kochankowie (tarot)
Kochankowie – karta tarota należąca do Arkanów Wielkich, oznaczana numerem 6 (VI).
Inne nazwy: Małżeństwo, Eros, Hermes, Dzieci Głosu.

## Znaczenie
W pozycji prostej karta Kochanków oznacza nową miłość lub pozytywne przejście sprawdzianu. W pozycji odwróconej oznacza utratę miłości lub niezdanie sprawdzianu.

## Przykłady karty Kochanków w różnych taliach Tarota

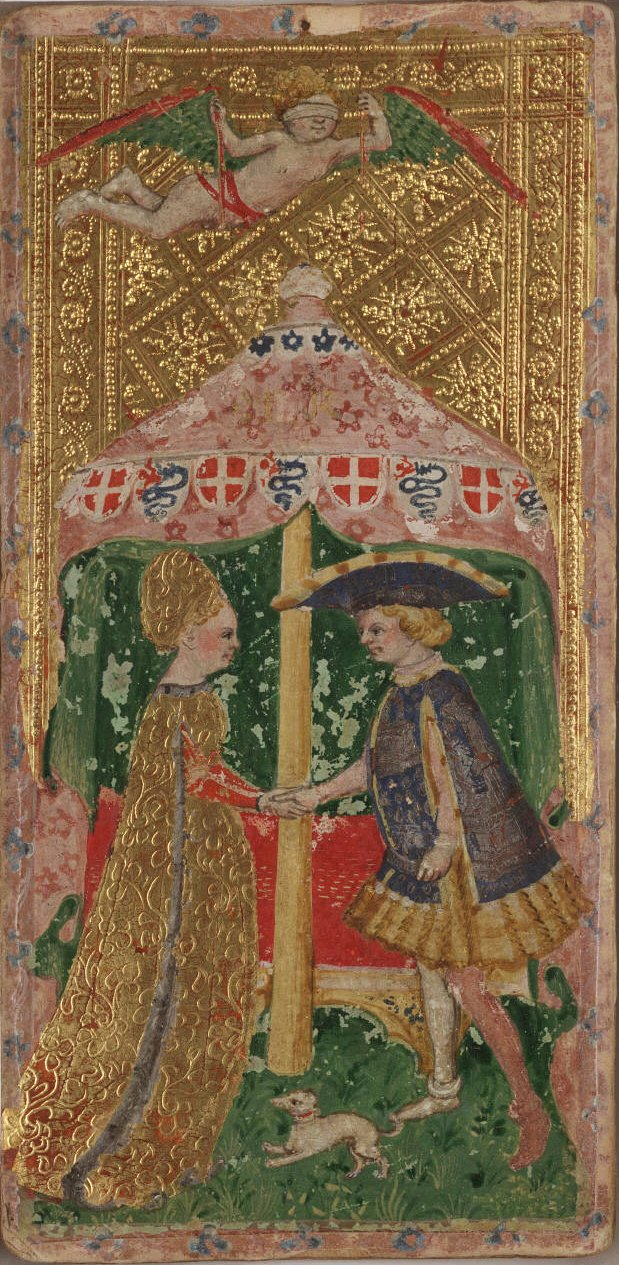
Kochankowie z talii tarota Viscontich Cary-Yale zwanej też Visconti di Modrone (XV wiek).
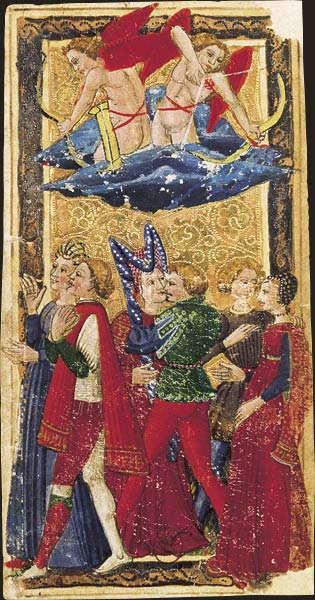
Kochankowie z talii Karola VI (XV wiek).
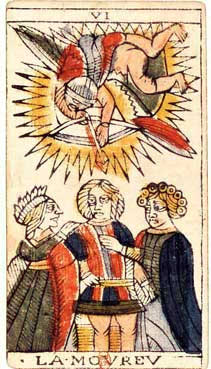
Kochankowie z talii tarota marsylskiego Jeana Dodala (XVIII wiek).
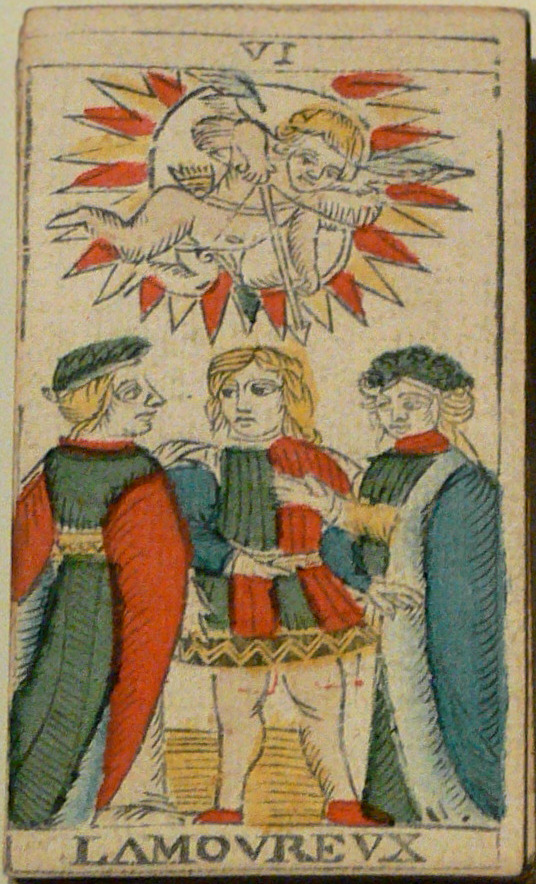
Kochankowie z talii tarota marsylskiego.